# Nationaal Landschap Hoeksche Waard

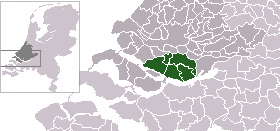
Ligging Hoeksche Waard

Nationaal Landschap Hoeksche Waard is een 26.790 hectare groot landelijk zeekleigebied in de Nederlandse provincie Zuid-Holland. Het wordt gevormd door het eiland De Hoeksche Waard. In het kader van de Nota Ruimte van de Rijksoverheid werd het in 2006 aangewezen als Nationaal Landschap. Het gebied, ingeklemd tussen het rivierdeltagebied en de verstedelijkte Randstad bij Rotterdam, wordt enerzijds gekenmerkt door het patroon van polders omzoomd door smalle dijken met beplanting en soms lintbebouwing en anderzijds door de restanten van kreken met kreekruggen en veenresten met een onregelmatige strookverkaveling in het Oudeland van Strijen. De Hoeksche Waard maakt deel uit van de gemeente Hoeksche Waard.

## Ontstaan
Het eiland de Hoeksche Waard ontstond na de Sint-Elisabethsvloed van 1421 en werd tussen 1437 en 1653 bedijkt. De Sint Anthoniepolder (1358) is van eerdere datum en ook het eiland Korendijk bestond al, maar deze werd in 1439 opnieuw drooggelegd. Na 1653 werden nog wat gorzen langs het Haringvliet en het Hollandsch Diep bedijkt. De laatste 200 jaar is aan de omvang van het eiland niet veel meer veranderd.
Het nationaal landschap wordt begrensd door de volgende watergangen: het Spui, dit ligt ten westen en is de scheiding met de eilanden Voorne en Putten, de Oude Maas is in het noorden de scheiding met IJsselmonde, aan de oost zijde ligt de Dordtse Kil, de scheiding met het Eiland van Dordrecht en in het zuiden ligt het Haringvliet en het Hollandsch Diep.

## Polders
De Hoeksche Waard bestaat uit ca. 60 polders. Er zijn een vijftal ringpolders; de Sint Anthoniepolder (1357), de Munnikenpolder (1411), de Heinenoordse polder (1437), de polder Oud Korendijk (1439), en de polder Oud-Piershil (1524). Alle andere polders zijn op deze oude polders aangehaakt. De Eendrachtspolder uit 1653 was de laatste grote polder die werd bedijkt. In de eeuwen daarna werden alleen nog smalle stroken land ingepolderd, voornamelijk langs het Haringvliet en het Hollandsch Diep. Bijna alle dijken zijn nog aanwezig in het landschap.
Een aantal jaartallen van inpoldering:
- polder Oud Korendijk (1439)
- polder Oud-Piershil (1524)
- polder Het Westmaas Nieuwland (1539)
- Nieuw-Cromstrijense polder (1602)
- polder Klein-Zuid-Beijerland (1615)
- Numanspolder (1642)

## Nationaal landschap
De status van nationaal landschap geeft het gebied bescherming tegen het oprukken van verstedelijking vanuit de nabije Randstad. De Hoeksche Waard vormt geen onderdeel van het bundelingsgebied van de Zuidvleugel van de Randstad, het gebied is daarom geen zoekruimte voor de verstedelijkingsbehoefte. Grootschalige verstedelijking is hiermee, los van de exacte begrenzing van het nationale landschap, uitgesloten. De vestiging van een bovenregionaal bedrijventerrein in de Hoeksche Waard en de aanleg van het zuidtracé van autosnelweg A4 zijn echter nog steeds mogelijk.

## Recreatie
Er zijn in de Hoeksche Waard natuurgebieden en bezienswaardigheden. De ANWB heeft verschillende fiets en wandelroutes uitgezet, drie daarvan zijn bewegwijzerd: Binnenmaasroute, Land van Strijenroute en Beijerlandroute. De VVV heeft fiets en wandelroutes beschikbaar, een aantal daarvan is via het fietsknooppuntensysteem bewegwijzerd.

## Woonplaatsen in de Hoeksche Waard
Goudswaard - 's-Gravendeel - Heinenoord - Klaaswaal - Maasdam - Mijnsheerenland - Nieuw-Beijerland - Numansdorp - Oud-Beijerland - Piershil - Puttershoek - Westmaas - Strijen - Strijensas - Zuid-Beijerland